# Leptodoras nelsoni
Leptodoras nelsoni är en fiskart som beskrevs av Sabaj Pérez 2005. Leptodoras nelsoni ingår i släktet Leptodoras och familjen Doradidae. Inga underarter finns listade i Catalogue of Life.